# Serves-sur-Rhône
Serves-sur-Rhône é uma comuna francesa na região administrativa de Auvérnia-Ródano-Alpes, no departamento de Drôme. Estende-se por uma área de 6,49 km². Em 2010 a comuna tinha 739 habitantes (densidade: 113,9 hab./km²).